# 제3항공함대 (일본)
제3항공함대(第三航空艦隊 다이고코쿠칸타이[*])는 일본 제국 해군의 항공함대이다.

## 역사
1944년 7월 5일에 오가사와라 제도의 제27항공전대와 요코스카 해군항공대에서 부대를 차출하여 이들을 지휘할 제3항공함대를 편성하는 기획이 세워졌다. 7월 10일, 제3항공함대가 제27항공전대와 직속부대로서 제131, 252, 752, 801, 간토 해군항공대를 편성하여 창설되었다.
항공기를 운용하는 비행부대 "갑(甲)항공대"와 지상지원부대인 "을(乙)항공대"로 구분하는 공지분별방식(空地分離方式)을 적용하여 항공대는 사령장관 직속부대, 항공전대는 지상부대로 재편성되었다. 같은 날, 연합함대사령장관 도요다 소에무 대장은 제3항공함대를 제7기지항공부대에, 혼슈 동부와 난방 군도를 관할지로 지정하고 마리아나 제도에 대한 기습작전을 하도록 지시하였다.
일본군이 이오섬에서 패배하자, 규슈 남부로 본거지를 옮기고, 본토 방위 임무를 수행하였다.

## 조직

### 지휘부
| 계급 | 성명            | 취임일           | 이임일 | 겸임 |
| ---- | --------------- | ---------------- | ------ | ---- |
| 중장 | 기라 슌이치     | 1944년 7월 10일  |        |      |
| 중장 | 데라오카 긴페이 | 1944년 11월 11일 |        |      |
| 중장 | 야마다 사다요시 | 1945년 8월 26일  |        |      |

| 계급 | 성명              | 취임일          | 이임일 | 겸임 |
| ---- | ----------------- | --------------- | ------ | ---- |
| 소장 | 미우라 간조       | 1944년 7월 10일 |        |      |
| 소장 | 다구치 다로       | 1944년 8월 1일  |        |      |
| 소장 | 야마즈미 주자부로 | 1945년 1월 1일  |        |      |
| 소장 | 다카하시 치하야   | 1945년 8월 26일 |        |      |

### 전투 서열
- 일본 제국 해군의 전투 서열 (1945년 3월 1일)#제3항공함대, 기쿠스이 작전 직전
- 일본 제국 해군의 전투 서열 (1945년 6월 1일)#제3항공함대, 말기

1944년 7월 10일
- 제27항공전대
- 직속
  - 제131해군항공대
  - 제252해군항공대
  - 제752해군항공대
  - 제801해군항공대
  - 간토 해군항공대

## 참고

### 인용
1. ↑  戦史叢書54 1971, 78-79쪽.
2. ↑  戦史叢書37 1970, 72쪽.
3. ↑  戦史叢書54 1971, 79쪽.
4. ↑  戦史叢書37 1970, 71쪽.

### 자료
- 防衛庁防衛研修所 (1970). 《海軍捷号作戦〈1〉台湾沖航空戦まで》. 戦史叢書 (일본어) 37. 朝雲新聞社. ASIN: B000J9E2NI.
- 防衛庁防衛研修所 (1971). 《聯合艦隊＜6＞第三段作戦後期》. 戦史叢書 (일본어) 54. 朝雲新聞社. ASIN: B000J9E2HY.
- 防衛庁防衛研修所 (1980). 《陸海軍年表》. 戦史叢書 (일본어) 102. 朝雲新聞社. ASIN: B000J87L78.